# Loberopsyllus
Loberopsyllus é um género de coleópteros da família Erotylidae.

## Espécies
- Loberopsyllus explanatus
- Loberopsyllus halffteri
- Loberopsyllus oculatus
- Loberopsyllus traubi